# Джейсон Еверман
Джейсон Еверман (англ. Jason Everman);нар. 16 серпня 1967) — американський гітарист, який грав з гуртами Nirvana та Soundgarden. Зараз вивчає філософію в Колумбійському університеті.

## Nirvana
Еверман приєднався до Nirvana 1989 року як другий гітарист. Він зазначений на альбомі Bleach як другий гітарист, хоча насправді не брав участь в записі. Його ім'я було згадано лише через те, що він заплатив $606.17 за запис альбому. Гроші йому так ніколи і не повернули. Еверман гастролював з гуртом влітку 1989 року в підтримку альбому Bleach. В той час коли він грав з Nirvana, він використовував гітари Fender, переважно Fender Telecaster. Гру Евермана можна почути у пісні «Do You Love Me?» гурту Kiss, яка була випущена на альбомі Hard to Believe: Kiss Covers Compilation і в пісні «Dive», випущеної на збірнику With The Lights Out. Обидві пісні були записані в червні 1989 року.

## Soundgarden
Еверман пішов з Nirvana в липні 1989 року і незабаром приєднався до гурту Soundgarden як басист. Єдиний трек, записаний гуртом з Еверманом — кавер на пісню Come Together гурту The Beatles, який з'явився на міні-альбомі Loudest Love. Евермана також можна побачити на відео гурту Louder Than Live. Еверман був звільнений з гурту в середині 1990 року, коли Soundgarden закінчили свій тур в підтримку Louder Than Live.
За словами Курта Кобейна, Еверман в музичному, і візуальному плані тяжів до важкого металу. Курт казав що вони розійшлися в музичних смаках, Джейсон хотів грати поважче та постійно намагався вставити метал-елементи в музику гурту, Кобейн ж не любив метал. Так само Курта дратувало типова для металістів поведінка Джейсона під час виступів, постійна тряска головою, спеціальні стійки і тд.